# Sean Cameron Michael
Sean Cameron Michael (Città del Capo, 24 dicembre 1969) è un attore, cantante e sceneggiatore sudafricano.

## Biografia
Si appassiona alla recitazione a dodici anni, partecipando a diversi spettacoli scolastici, soprattutto musicali. Dopo le scuole, per due anni entra nelle forze armate sudafricane come fante. Dopo aver svolto diversi lavori, decide di diventare attore e cantante a tempo pieno.

## Filmografia parziale
- Fede come patate (Faith like Potatoes), regia di Regardt van den Bergh (2006)
- Get out alive: Utah Library shootout - docufiction TV, regia di Carl Hindmarch (2011)
- The Salvation, regia di Kristian Levring (2014)
- Black Sails - serie TV, 10 episodi (2014-2015)
- Blood Drive - serie TV (2017)
- The Last Days of American Crime, regia di Olivier Megaton (2020)

## Doppiatori italiani
- Massimo Lodolo in Get out alive: Utah Library shootout